# Liège–Bastogne–Liège 2023
Liège–Bastogne–Liège 2023 a fost ediția a 109-a cursei de ciclism Liège–Bastogne–Liège, cursă de o zi. S-a desfășurat pe data de 23 aprilie 2023 și face parte din calendarul UCI World Tour 2023.

## Echipe participante
Întrucât Liège–Bastogne–Liège este un eveniment din cadrul UCI World Tour 2023, toate cele 18 echipe UCI au fost invitate automat și obligate să aibă o echipă în cursă. Șapte echipe profesioniste continentale au primit wildcard.

### Echipe UCI World
| - AG2R Citroën Team - Alpecin–Deceuninck - Arkéa-Samsic - Astana Qazaqstan Team - Bora–Hansgrohe - Cofidis - EF Education–EasyPost - Groupama–FDJ - Ineos Grenadiers - Intermarché–Circus–Wanty - Movistar Team | - Soudal Quick-Step - Team Bahrain Victorious - Team DSM - Team Jayco–AlUla - Team Jumbo–Visma - Trek-Segafredo - UAE Team Emirates |  |

### Echipe continentale profesioniste UCI
| - Bingoal WB - Equipo Kern Pharma - Israel–Premier Tech - Lotto–Dstny | - Team Flanders–Baloise - Team TotalEnergies - Uno-X Pro Cycling Team |  |

## Rezultate
| Loc | Concurent         | Echipă                      | Timp       |
| --- | ----------------- | --------------------------- | ---------- |
| 1   | Remco Evenepoel   | Quick-Step Alpha Vinyl Team | 6h 15' 49" |
| 2   | Tom Pidcock       | Ineos Grenadiers            | +1' 06"    |
| 3   | Santiago Buitrago | Team Bahrain Victorious     | +1' 06"    |
| 4   | Ben Healy         | EF Education–EasyPost       | +1' 08"    |
| 5   | Valentin Madouas  | Groupama–FDJ                | +1' 24"    |
| 6   | Guillaume Martin  | Cofidis                     | +1' 25"    |
| 7   | Tiesj Benoot      | Team Jumbo–Visma            | +1' 37"    |
| 8   | Patrick Konrad    | Bora–Hansgrohe              | +1' 48"    |
| 9   | Mattias Skjelmose | Trek-Segafredo              | +1' 48"    |
| 10  | Marc Hirschi      | UAE Team Emirates           | +1' 48"    |

## Legături externe
- en *Site web oficial
- Liège–Bastogne–Liège 2023 – ProCyclingStats